# Inkie

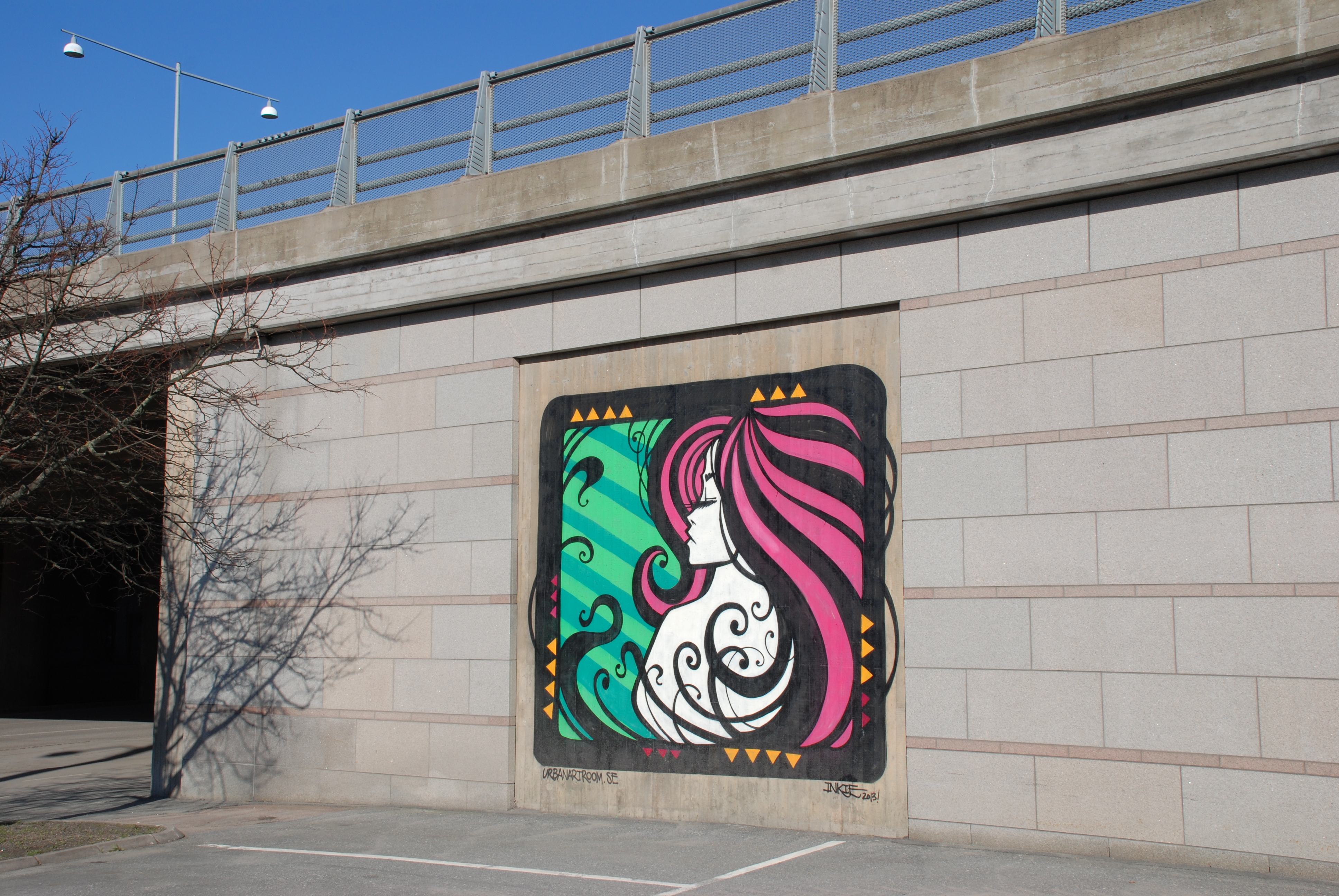
Målning utförd av Inkie år 2013 på muren till E6 i Göteborg.

Tom Bingle, med artistnamnet Inkie, född 1969 eller 1970 i Bristol, är en brittisk målare inom gatukonst.
Inkie är uppvuxen i Clifton, en förort till Bristol,, där han gick på South Gloucestershire and Stroud College, och tillsammans med Banksy, 3D och Nick Walker deltog i uppkomsten av grafittimålningskultur i Bristol. Han har sedan 1984 under decennier målat olaglig grafitti i Storbritannien och arrangerat aktioner och festivaler.
Tom Bingle lever idag på sin konst och undervisar i konst och grafisk formgivning för ungdomar. 
Inkie hade sin första separatutställning i Sverige i december 2013 i Göteborg. I samband med denna gjorde han en målning på E6-överfarten över Örgrytevägen i Göteborg.